# Kate Bolduan

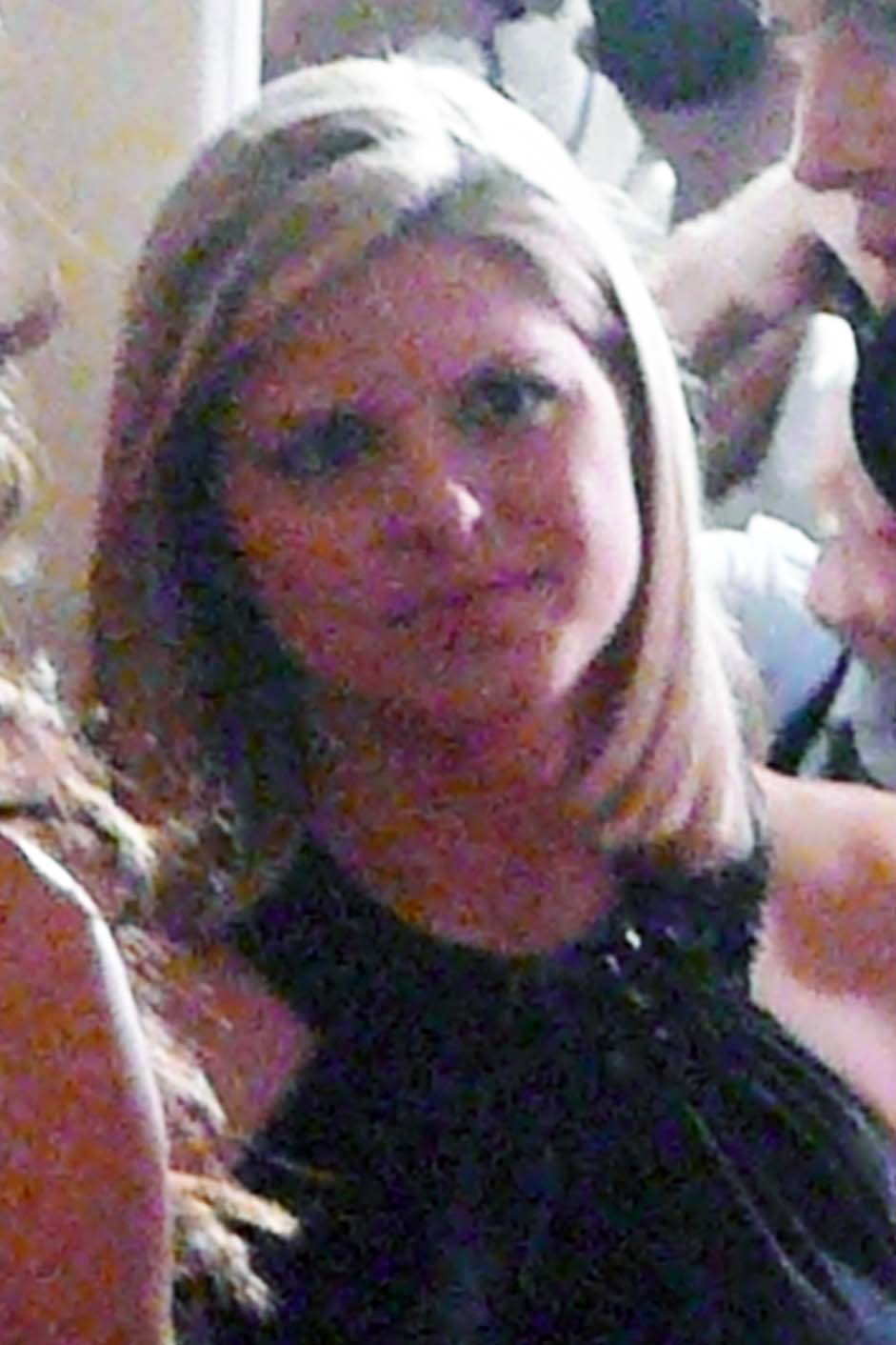
Kate Bolduan in 2009

Katherine Jean "Kate" Bolduan (Goshen (Indiana), 28 juli 1983 is een Amerikaanse televisiejournaliste. 
Zij is de anchor van het programma The State of America with Kate Bolduan, op werkdagen van 20.30 u. tot 21.00 u. CEST op CNN International. 
Daarvoor was zij co-anchor van het CNN programma New Day met co-host Chris Cuomo. Ook presenteerde zij The Situation Room naast collega CNN senior journalist Wolf Blitzer. 

## Opleiding en ervaring
Na de high school in Goshen, studeerde Bolduan in 2005 cum laude af in journalistiek aan de George Washington University in Washington D.C.. Voorafgaand aan haar CNN-tijd verrichtte ze televisiewerk voor o.a. NBC news en MSNBC in Washington D.C.

## Privéleven
Bolduan is gehuwd. Het paar heeft twee dochtertjes.